# Earliest deadline first scheduling
Earliest deadline first scheduling is een dynamisch schedulingprincipe gebruikt in real-timebesturingssystemen. Het plaatst processen in een wachtrij met prioriteiten. Aan het einde van elke procesexecutie, wordt het achteraan de wachtrij geplaatst en de wachtrij wordt doorzocht naar het proces dat het dichtste bij zijn deadline zit. Dit proces zal als eerstvolgende uitgevoerd worden.
Vergeleken met statische scheduling technieken zoals rate-monotonic scheduling zal earliest deadline first beter presteren en tot 100% van de beschikbare processortijd gebruiken (wanneer het processor tijd uitdeelt). Maar het systeem kijkt niet naar prioriteiten. Dit betekent dat wanneer een proces zijn deadline mist, het systeem volledig onvoorspelbaar zal worden.